# Sandrella Awad
Pour les articles homonymes, voir Awad.
Sandrella Awad, née le 2 août 1983 à Marseille (France) est une basketteuse en fauteuil roulant évoluant au Handi Sud Basket Marseille. 
Sandrella Awad démarre la compétition lorsqu'elle a une trentaine d'années et enchaîne les succès. En 2013, elle est sélectionnée pour la première fois en équipe de France de handibasket féminine. En 2014, elle est sélectionnée pour le Championnat du monde à Toronto. 
Elle représente la France aux Jeux paralympiques de Rio en 2016,. Au sein de l'équipe de France de handibasket féminine elle est sélectionnée pour le championnat du monde 2018. Elle fait partie de la sélection de championnat d'Europe de basket fauteuil de 2021 à Madrid.

## Carrière internationale
En tant que membre de l'équipe nationale de handibasket, Sandrella Awad participe aux compétitions suivantes :
- 2013 : Championnat d'Europe, 3e
- 2014 : Championnat du Monde, 8e
- 2015 : Championnat d'Europe, 4e
- 2016 : Jeux paralympiques d'été de 2016, 7e
- 2019 : Championnat d'Europe, 5e